# Pradosia colombiana
Pradosia colombiana – gatunek rośliny należący do rodziny sączyńcowatych. Jest gatunkiem występującym na terenie Kolumbii i Wenezueli.